# Grand River, Ontario
Grand River (franska: Rivière Grand) är ett vattendrag i Kanada.   Det ligger i provinsen Ontario, i den sydöstra delen av landet, 400 km sydväst om huvudstaden Ottawa.
Omgivningarna runt Grand River är en mosaik av jordbruksmark och naturlig växtlighet. Runt Grand River är det ganska glesbefolkat, med 43 invånare per kvadratkilometer.